# GPOS Resource Record
Ein englisch GPOS Resource Record (deutsch: GPOS-Ressourceneintrag) ist ein Resource Record, in dem einem bestimmten Objektnamen die geographischen Koordinaten gemäß GPOS zugeordnet werden.
Der GPOS Resource Record gilt als veraltet und ist der Vorgänger des präziseren LOC Resource Record. Als Koordinatensystem wird wie beim Global Positioning System das World Geodetic System 1984 genutzt.

## Aufbau
- Longitude Length: Länge des Längengrads in Byte
- Longitude: Längengrad, als String formatiert
- Latitude Length: Länge des Breitengrads in Byte
- Latitude: Breitengrad, als String formatiert
- Altitude Length: Länge der Höhe in Byte
- Altitude: Höhe, als String formatiert